# Bộ Tư lệnh Lực lượng Đặc nhiệm (Campuchia)
Bộ Tư lệnh Lực lượng Đặc nhiệm (tiếng Khmer: បញ្ជាការដ្ឋានទ័ពពិសេស), trước đây gọi là Trung đoàn Đặc nhiệm 911 cho đến tháng 7 năm 2020, là đơn vị đặc nhiệm của Quân đội Hoàng gia Campuchia. Hầu hết biệt kích của lực lượng này đều tốt nghiệp khóa huấn luyện dưới sự hướng dẫn của Kopassus. Để tốt nghiệp ra trường, tất cả các học viên phải vượt qua bài kiểm tra. Khi vượt qua rồi thì họ sẽ được trao chiếc mũ nồi màu đỏ và huy hiệu đôi cánh của riêng mình.
Bộ Tư lệnh Lực lượng Đặc nhiệm có nhiều đơn vị, bao gồm lính bắn tỉa, lính hải quân và bộ phận chống khủng bố.

## Cơ cấu tổ chức

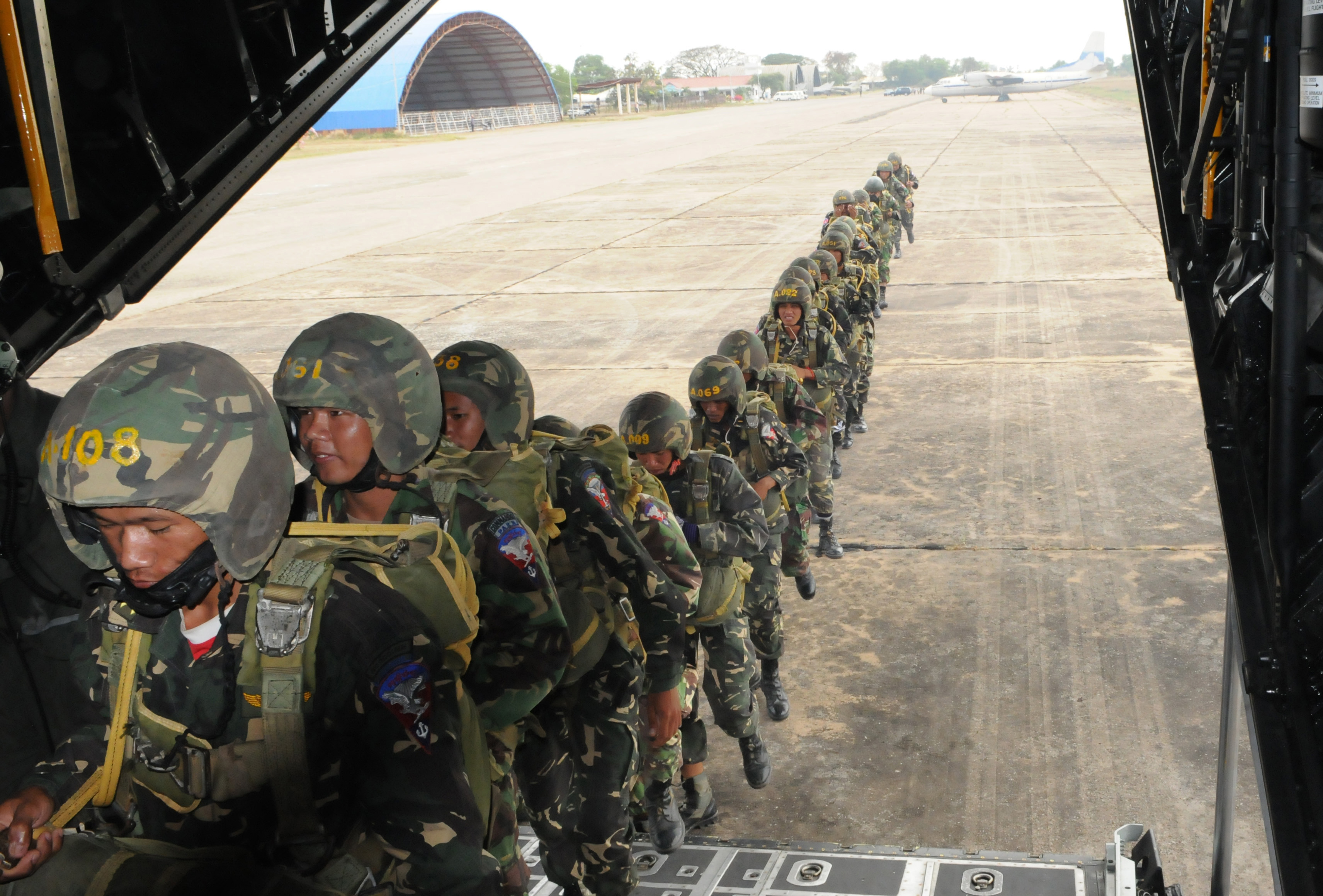
Cuộc diễn tập của Lực lượng Đặc nhiệm chống khủng bố quốc gia Hoàng gia Campuchia.

Căn cứ tác chiến của Bộ Tư lệnh Lực lượng Đặc nhiệm gần làng Takethmey, xã Kambol, huyện Angsnoul, tỉnh Kandal. Đơn vị này chịu sự chỉ huy trực tiếp của Bộ Tổng Tư lệnh Quân đội Hoàng gia Campuchia. Bộ Tư Lệnh Lực Lượng Đặc nhiệm có 7 nhánh với 14 tiểu đoàn trực thuộc.
Các đơn vị sau đây được phân phối trong những Tiểu đoàn:
- Biệt kích số 1 đến Biệt kích số 4 (Biệt kích Dù)
- Biệt kích số 5 đến Biệt kích số 9 (Biệt kích Tấn công)
- Biệt kích số 10 đến Biệt kích số 12 (Biệt kích Yểm trợ)
- Đội Đặc nhiệm số 13 (Cận vệ)
- Đội Chống khủng bố số 14

Tổng nhân sự 5.000 người
Đội Chống khủng bố số 14 là đơn vị chống khủng bố chuyên biệt đầu tiên của Campuchia, và là thành phần chỉ huy SWAT. Đội Chống khủng bố số 14 hỗ trợ thực thi pháp luật trong các hoạt động chống khủng bố.
SF thường xuyên tiến hành các khóa huấn luyện và diễn tập chung như:
- Đặc công 6 khóa (biệt kích Mũ Nồi Đỏ)
- Nhảy dù 11 khóa (para)
- Rơi tự do 3 khóa
- Lặn biển 3 khóa (Chhak Sea)
- Chống Khủng bố 3 khóa (T.O)
- Công tác huấn luyện còn được tiến hành ở Indonesia theo một chương trình đặc biệt tại Batujajar. Trung tâm huấn luyện lực lượng đặc nhiệm Batujajar nằm cách Bandung (Tây Java) 22 km là nơi mà các binh sĩ SF được huấn luyện về nhảy dù và chiến thuật đổ bộ.

## Trang bị
Trang bị của lực lượng đặc nhiệm khác với trang bị của phần còn lại của quân đội. Ví dụ, súng trường AK-47 (Kiểu 56), mặc dù đáng tin cậy và phong phú, nhưng không chính xác và quá mạnh để đơn vị tinh nhuệ sử dụng an toàn chuyên về cận chiến và các tình huống bắt giữ con tin.
Lực lượng này là đơn vị quân sự nước ngoài đầu tiên được xác nhận sử dụng QBZ-97.